# Gmina Bukowina Tatrzańska
Die Gmina Bukowina Tatrzańska ist eine Landgemeinde im Powiat Tatrzański der Woiwodschaft Kleinpolen in Polen. Ihr Sitz ist der gleichnamige Wintersportort mit etwa 2700 Einwohnern.
Die Gemeinde liegt in der Hohen Tatra, dazu gehören das Tal Dolina Białki und seine Seitentäler. Zu den Gewässern gehört der Fluss Białka.

## Geschichte
Von 1975 bis 1998 gehörte die Gemeinde zur Woiwodschaft Nowy Sącz.

## Gliederung
Die Landgemeinde hat eine Fläche von 131,8 km² und besteht aus acht Ortschaften:
- Białka Tatrzańska
- Brzegi
- Bukowina Tatrzańska
- Czarna Góra
- Groń
- Jurgów
- Leśnica
- Rzepiska